# Кореньово (платформа)
Кореньово — залізнична платформа Московської залізниці, у Красково.
Вихід на єдину платформу здійснюється по настилах через колії. Турнікетами не обладнана. Час руху з Москви — 40 хвилин.
Західніше станції проходить автодорога. На схід від платформи проходить зміна напрямку з лівостороннього на правостронній рух, колії схрещуються на різних рівнях.

## Корисні посилання
- Розклад руху електропоїздів станцією [Архівовано 30 липня 2010 у Wayback Machine.]